# Saudites d'Ontinyent
Saudites d'Ontinyent és una de les 24 comparses que participen en les Festes de Moros i Cristians de la ciutat d'Ontinyent, fundada en l'any 1967.
La seua creació es deu quan Rafael Revert Nadal membre de la comparsa Mossàrabs decidix abandonar-la acompanyat d'alguns dels seus amics: Emilio Reig, Eduardo Gironés, José Gil, etc., més l'esquadra El Recre i l'esquadra Els Catalans i creen una de nou. Acordaren el nom de la comparsa i van demanar la inscripció en la Societat de Festers del Santíssim Crist de l'Agonia d'Ontinyent en 1967. El disseny del vestit estava inspirat en un que aconseguiren de Kuwait. Des d'allí feren arribar un que constava de bata blanca, capa negra amb dos palmeres brodades i un turbant. Sobre eixe model es va fer una adaptació i es va afegir un sabre, una espasa de fusta pintada de purpurina, que van mantenir durant dos anys. Aquell primitiu vestit va ser alterat l'any 1981 per la dificultat que comportava trobar la tela daurada de l'abric.
El primer local social de la comparsa estava situat en l'edifici de la Societat de Festers al carrer Maians. En l'any 2009 adquirixen un immoble al carrer Tomàs Valls núm. 11 d'Ontinyent com a nova seu social de la comparsa.
Joaquín Sierra Soler (1981), Antonio Reig Alcaraz (1989), Carlos Gironés Sanchis (2001) i Paula Vidal Ferrero (2013) els quatre ambaixadors que dilluns de festes van declamar al castell les ambaixades de Joaquim Josep Cervino i Ferrero, escrites en l'any 1860.

## Discos compactes
- Sauditas - col·lecció Ja Baixen núm. 14 (Esquadra El Pou / Alberri Soart, 1995)